# III koncert fortepianowy (Rachmaninow)

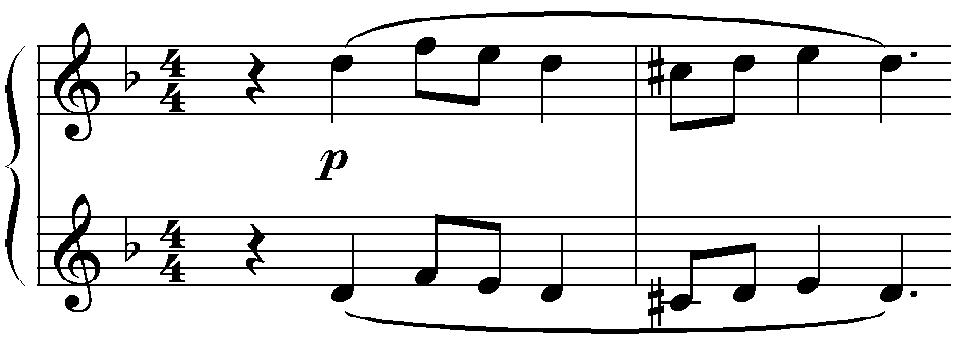
Główny, otwierający temat fortepianu

Koncert fortepianowy nr 3 d-moll, Op. 30 – koncert skomponowany w 1909 r. przez Siergieja Rachmaninowa. Jest znany z powodu wyzwań technicznych i ekspresyjnych, jakie stawia przed wykonawcą. Cieszy się opinią jednego z najtrudniejszych do wykonania koncertów fortepianowych w kanonie muzyki poważnej.

## Forma
Zgodnie z klasyczną formą koncertu składa się z 3 części:

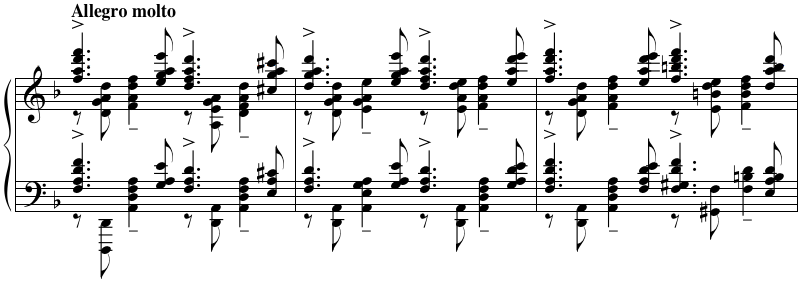
Fragment kadencji fortepianu (ossia)

1. Allegro ma non tanto (d-moll)
Pierwsza część koncertu krąży wokół diatonicznej melodii, która po krótkim czasie rozwija się w złożoną i figuracyjną. Drugi temat rozpoczyna się cichą wymianą pomiędzy orkiestrą a solistą, zanim całkowicie wpadnie w wolniejszy, durowy motyw. Czoło pierwszego tematu jest powtórzone przed ruchliwym i głośnym przetworzeniem rozpoczynającym się wirtuozowską toccatą i kończącym się w silnym i akordowym przebiegu. Całe przetworzenie jest podobne do kanonu, jak np. pasaż ósemkowy przechodzący z lewej do prawej ręki pianisty. Ta część posiada wiele dzikich kulminacji, szczególnie licznych w kadencji. Pierwszy temat powraca w pełnej formie tuż przed codą. Rachmaninow napisał dwie wersje tej kadencji: oryginalną akordową, którą oznacza się jako ossia i drugą, lżejszą w stylu toccaty. W swoim nagraniu koncertu użył drugiej wersji. Obie kadencje prowadzą do fragmentu solo granego przez flet, obój, klarnet i róg, którym fortepian akompaniuje delikatnymi arpeggiami. W końcu fortepian na nowo prezentuje główny temat w pełnym brzmieniu i część zamyka się w wyciszającej codzie tutti.
2. Intermezzo: Adagio (fis-moll / Des-dur)
Drugą część rozpoczyna orkiestra i składa się ona z wielu wariacji na temat bardzo romantycznego motywu, które następują jedna po drugiej. Wkrótce melodia transponuje do klucza durowego, w którym jest drugi temat. Po przetworzeniu pierwszego motywu i powtórzeniu drugiego powraca główny motyw z pierwszej części zanim Intermezzo zostaje zamknięte przez orkiestrę w sposób podobny do wariacji ze wstępu. Na koniec fortepian w krótkim, urywanym i burzliwym kadencyjnym pasażu transponującym do tonacji ostatniej części attacca.
Wiele motywów z tej części przywodzi na myśl II Koncert Fortepianowy c-moll Rachmaninowa, szczególnie jego III część, zauważalnie rosyjską w charakterze.
3. Finale: Alla breve (d-moll → D-dur)
Ostatnia część koncertu jest szybka i pełna wigoru. Zawiera wariacje na temat wielu tematów użytych w pierwszej części; w ten sposób kompozytor zamyka koncert w cykl. Z drugiej strony, po ekspozycji dwóch tematów odstępuje od klasycznej formy sonatowej. Nie ma wyraźnego przetworzenia; ten fragment jest zastąpiony przez długą dygresję od durowego pierwszego tematu trzeciej części, do obu tematów części pierwszej. Następnie repryza powraca do tematów ostatniej części, tworząc toccatowe napięcie w pewnym sensie podobne do ossii pierwszej części, lecz lżejsze i akompaniowane przez orkiestrę. Koncert jest zwieńczony triumfalną i gigantycznie rozbudowaną melodią drugiego tematu w D-dur. Dzieło kończy się charakterystycznym, 4-nutowym rytmem, takim sam jak II Koncert kompozytora – przez niektórych uważanym za muzyczny podpis Rachmaninowa.
Wykonanie koncertu trwa około 40 minut.

## Historia

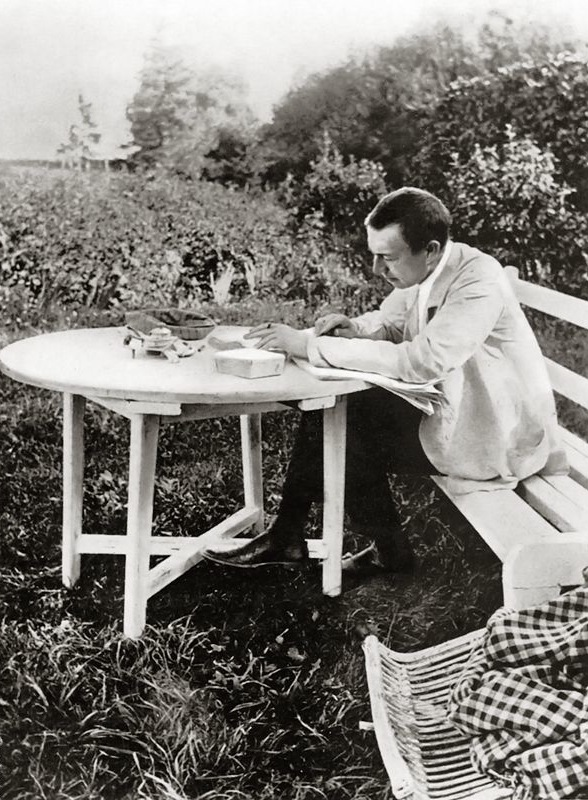
Rachmaninow nad partyturą (1910)

Rachmaninow skomponował koncert w malowniczej rezydencji rodzinnej Iwanowce i ukończył ją 23 września 1909 r. W tym samym okresie stworzył m.in. I Sonatę Fortepianową i poemat symfoniczny „Wyspa Umarłych” (ang. The Isle of the Dead).
Pianiści czują respekt, czasem nawet strach przed tym dziełem. Józef Hofmann, pianista któremu kompozytor zadedykował dzieło, nigdy publicznie go nie wykonał twierdząc, że nie było one dla niego, a Gary Graffman rozpaczał, że nie nauczył się go jako uczeń, ponieważ był wtedy zbyt młody by czuć strach.
Koncert został po raz pierwszy wykonany w czasie tournée artysty w Stanach Zjednoczonych, 28 października 1909 r. z kompozytorem jako solistą i nowo powstałą New York Symphony Society dyrygowaną przez Waltera Damroscha. Kilka tygodni później zostało wykonane pod batutą Gustava Mahlera. Partytura została wydana po raz pierwszy przez Gutheila w 1910 r.
Rachmaninow uważał III Koncert za swój ulubiony spośród wszystkich 4 twierdząc: Znacznie bardziej wolę Trzeci, co mój Drugi jest strasznie niewygodny do grania. Pomimo tego aż do lat 30. nie był popularny. Do jego rozsławienia przyczynił się Vladimir Horowitz.

## Instrumentacja
Koncert jest napisany na: 2 flety, 2 oboje 2 klarnety, 2 fagoty, 4 rogi, 2 trąbki, 3 puzony, tubę, kotły, bęben wielki, werbel, talerze orkiestrowe, fortepian i smyczki.

## Wybrane nagrania
| Solista              | Dyrygent          | Orkiestra                            | Firma nagraniowa | Data nagrania | Nośnik     |
| -------------------- | ----------------- | ------------------------------------ | ---------------- | ------------- | ---------- |
| Vladimir Horowitz    | Albert Coates     | London Symphony Orchestra            | HMV              | 1930          | 78, LP, CD |
| Siergiej Rachmaninow | Eugene Ormandy    | Orkiestra Filadelfijska              | RCA Red Seal     | 1939          | 78, LP, CD |
| Vladimir Horowitz    | John Barbirolli   | New York Philharmonic Orchestra      | Label            | 1941          | LP, CD     |
| Van Cliburn          | Kiriłł Kondraszyn | Symphony of the Air                  | RCA Red Seal     | 1958          | LP, CD     |
| Władimir Aszkenazi   | André Previn      | London Symphony Orchestra            | Decca            | 1973          | LP, CD     |
| Martha Argerich      | Riccardo Chailly  | Deutsches Symphonie-Orchester Berlin | Philips          | 1982          | LP, CD     |
| Horacio Gutiérrez    | Lorin Maazel      | Pittsburgh Symphony Orchestra        | Telarc           | 1991          | CD         |

## W kulturze
Bardzo trudne dzieło Rachmaninowa jest ważnym elementem fabuły filmu Shine (pol. Blask) w reżyserii Scotta Hicksa (1996), w którym główny bohater David Helfgott (zagrany przez nagrodzonego za tę rolę Oscarem Geoffreya Rusha) doznaje załamania nerwowego w czasie wykonywania koncertu.